# Ludwig Fellermaier
Ludwig Fellermaier (ur. 2 lipca 1930 w Wiedniu, zm. 11 marca 1996 w Ravensburgu) – niemiecki polityk i samorządowiec, deputowany do Bundestagu, od 1969 do 1989 poseł do Parlamentu Europejskiego.

## Życiorys
Po ukończeniu szkoły średniej kształcił się w zawodzie sprzedawcy hurtowego. Od 1949 do 1953 zatrudniony w redakcji gazety „Schwäbische Donau Zeitung” w Ulm. Później pracował jako sprzedawca samochodów i menedżer ds. reklamy. Został również wiceprzewodniczącym stowarzyszenia Südosteuropa-Gesellschaft, zajmującego się współpracą Niemiec z ich południowymi sąsiadami.
Związał się z Socjaldemokratyczną Partią Niemiec. Należał do młodzieżówki Jusos, został jej wiceprzewodniczącym w południowej Bawarii. Objął też fotel szefa SPD w jednostce administracyjnej Südschwaben i członka rady w Bawarii. Od 1960 do 1966 zasiadał w radzie miejskiej Neu-Ulm, a w latach 1965–1980 – w Bundestagu. Od 1969 do 1989 był posłem do Parlamentu Europejskiego, w 1979 i 1984 wybierano go w wyborach bezpośrednich, zaś od 1979 do 1982 pozostawał w nim kwestorem. Przystąpił do grupy socjalistycznej, od 1975 do 1979 będąc jej szefem. Został przewodniczącym (1979–1982) i wiceprzewodniczącym (1987–1989) Delegacji do Wspólnej Komisji Parlamentarnej Stowarzyszenia EWG-Turcja, należał też do Komisji ds. Rozwoju i Współpracy, Komisji ds. Problemów Politycznych. Zmarł 11 marca 1996.